# Evelyne tra le nuvole
Evelyne tra le nuvole è un film del 2023 diretto da Anna Di Francisca.

## Trama
Sofia, una donna di 40 anni, vive in un antico casale sull'Appennino Reggiano, proprio ai piedi di Pietra di Bismantova. La vita qui è fuori dal mondo e, soprattutto, dalla tecnologia, infatti non c'è neanche linea per connettersi a internet. La donna ha ristrutturato la vecchia abitazione lasciatele in eredità dai suoi genitori e ora gestisce un agriturismo, dove si recano tutti quei turisti desiderosi di pace e di social detox. Sofia si Peccato che la zona dove si trova il suo agriturismo sia l'ideale per lo collocazione di un ripetitore telefonico, che porterebbe il progresso tecnologico tutt'intorno, andando a sfaldare quell'idea di paradiso perso nel tempo che è il casale. Come riuscire a far convivere la natura incontaminata e i suoi silenzi con quella tecnologia che altro non fa che migliorarci la vita?